# Medaile 20. výročí Bulharské lidové armády
Medaile 20. výročí Bulharské lidové armády (bulharsky:  20 ГОДИНИ БЪЛГАРСКА НАРОДНА АРМИЯ) bylo pamětní vyznamenání Bulharské lidové republiky založené roku 1964.

## Historie
Medaile byla založena výnosem Národního shromáždění č. 433 ze dne 22. srpna 1964. Udílena byla za zásluhy o obranu republiky jak civilistům tak i profesionálním příslušníkům ozbrojených sil. V případě vojáků byla podmínkou udělení medaile bezúhonná služba s minimálně deseti odslouženými lety. Udělení medaile bylo také vázáno na hodnost, a mohla být udělena pouze generálům, důstojníkům a poddůstojníkům.

## Insignie
Medaile měla pravidelný kulatý tvar o průměru 32 mm a byla vyrobena ze žlutého kovu. Na přední straně byl uprostřed portrét muže obklopený vavřínovým věncem. Ve spodní části medaile byl věnec opásán stuhou s nápisem v cyrilici БНА.